# Пильсбах
Пильсбах (нем. Pilsbach) — коммуна (нем. Gemeinde) в Австрии, в федеральной земле Верхняя Австрия. 
Входит в состав округа Фёклабрук.  Население составляет 631 человек (на 31 декабря 2005 года). Занимает площадь 10 км². Официальный код  —  41724.

## Политическая ситуация
Бургомистр коммуны — Алойс Грубер (АНП) по результатам выборов 2003 года.
Совет представителей коммуны (нем. Gemeinderat) состоит из 13 мест.
- АНП занимает 8 мест.
- СДПА занимает 5 мест.